# 彩月
彩月（さつき、1971年9月27日 - ）は、日本の女性シンガーソングライター。神奈川県出身。
兄はミュージシャンのSUGIZO｡

## 概要
自身で作詞・作曲・アレンジをこなし、打ち込みを主体にアイリッシュ・テイストとキュートさを持ったサウンドを体現する女性アーティストである。
佐久間正英のプロデュースによるマキシシングル『ねむの木』でデビュー。デモ段階からニッポン放送の「オールナイトニッポン」内のネクスト・コーナーでこの曲が数週に渡ってオンエアされ話題となる。
cobaをプロデュースに迎えた2ndマキシシングル『レクイエム』は、NHK教育テレビで2000年4月14日から同年10月20日にかけて放送されたテレビアニメ『コレクター・ユイ』の第2期エンディングテーマに起用された。また、カップリング曲の「鳥になる時」は同番組の第2期オープニングテーマとなっている。所属していたレコード会社はポリドール・レコード。

## ディスコグラフィー

### シングル
- ねむの木（1999年10月27日）

1. ねむの木（作詞・作曲：彩月 / 編曲：佐久間正英）
2. Regina（作詞・作曲：彩月 / 編曲：山口一久）
3. The Silk Tree（作詞・作曲：彩月 / 編曲：成田忍）

- レクイエム/鳥になる時（2000年5月10日）

1. レクイエム（作詞・作曲：彩月 / 編曲：coba）
2. 鳥になる時（作詞・作曲：彩月 / 編曲：coba）

### 参加アルバム
- 「コレクター・ユイ オリジナル・サウンドトラック Folder 3」（2000年7月26日）

1曲目に「鳥になる時」、37曲目に「レクイエム」を収録。